# Lod (mått)
Lod är ett äldre viktmått som användes i många länder i Europa sedan medeltiden fram till början av 1900-talet. Oftast definierades det som antingen 1/30 eller 1/32 av ett pund (eller den typ av pund som användes på platsen, exempelvis skålpund). I gram motsvarade lod en vikt mellan 10 och 50 gram, beroende på det lokala pundets vikt.
I viktualievikt motsvarade ett lod i Sverige 13,283 613 gram och delades i 4 kvintin à 69 1/8 ass.
I Nederländerna motsvarar vikten lood 10 gram.
Inom svenskt guld- och silversmide motsvarade ett lod 13,1625 gram, där användes lod även som ett mått på silverhalt där varje lods lödighetsgrad motsvarade en sextondel silver, se lödighet.